# Canthidium pallidoalatum
Canthidium pallidoalatum là một loài bọ cánh cứng trong họ Bọ hung (Scarabaeidae).